# 起利錦利郎
起利錦 利郎（きりにしき としろう、1962年8月31日 - ）は、群馬県桐生市（出生地は東京都大田区）出身、鏡山部屋所属の元大相撲力士。 本名は山田 利郎（やまだ としろう）。身長188cm、体重173kg。愛称は「キリちゃん」。得意技は右四つ、寄り。最高位は東前頭2枚目（1987年3月場所）。現在は年寄・勝ノ浦として伊勢ノ海部屋に所属する。

## 来歴
知人の紹介で中学卒業と同時に鏡山部屋に入門。1978年3月場所に初土俵を踏んだ。入門当初は、部屋での生活になかなか馴染めず苦労し序二段を脱することが出来なかったが、連日の稽古により右四つ相撲の型を磨き着実に番付を上げていった。
1985年11月場所には東幕下15枚目の地位で7戦全勝の成績で幕下優勝を果たし、翌1986年1月場所に十両に昇進した。それ以降も好調で3場所連続勝ち越しを続け、同年7月場所には新入幕を果たした。入幕4場所目の1987年3月場所、初顔の千代の富士から金星を挙げる活躍をするも最終的に4勝11敗と大敗。（千代の富士が横綱になってから初顔合わせで負けたのは起利錦のほか小錦と貴乃花（対戦した当時の四股名は貴花田）のみである。）以降も上位では勝ち越しできなかった。稽古熱心だったが、体重の増加に伴い怪我が増え三役には届かなかった。
下半身に脆さがあったが巨大な体躯を利しての強烈なぶちかまし・太い腕をぐいぐいこじ入れてくる強引な相撲ぶりで、若い女性から圧倒的な支持を受けていた。左膝の故障で1993年3月場所には十両に陥落。十両でも健闘していたが幕内には返り咲くことが出来ず、1995年3月場所には幕下まで陥落し、同年11月場所を最後に現役を引退した。
現役引退後は年寄となって鏡山部屋で後進の指導に当たることになり、立川、浅香山、雷を借株で襲名した後、2012年に元関脇・藤ノ川が所有する勝ノ浦を借株で襲名。その後、2013年3月17日付で、襲名中の年寄名跡・勝ノ浦を正式に取得した。2021年に鏡山部屋が閉鎖されて以降は伊勢ノ海部屋に転属した。
協会内では長く事業部木戸係の職務に当たっている。2003年借株年寄の差別化により平年寄に降格されたが、勝ノ浦を取得後の2014年4月には主任、2015年1月には委員に昇格した。2020年3月には役員待遇委員に昇格し、木戸担当の事業部副部長に就任した。2024年1月26日に、2月2日に開催される理事選が無投票となることが決定したため、立候補した勝ノ浦は改選により理事に新任することが決定。同年3月25日の評議員会で理事就任が正式に承認され、同月27日の職務分掌にて危機管理部長、コンプライアンス部長に就任した。
親方業の傍ら、東京都大田区蒲田でちゃんこ料理店『起利錦』を経営している。

## エピソード
- 1992年3月場所14日目で対戦相手（若花田）の休場により不戦勝。しかし、翌朝の稽古中に左足の小指を骨折し千秋楽を休場。対戦相手（三杉里）の不戦勝となり、不戦勝と不戦敗が2日続くという珍しい経験をした。尚、起利錦はこの不戦敗により7勝8敗と負け越した。このエピソードはやくみつるによって四コマ漫画に描かれたこともある。
- 引退の記者会見も断髪式も師匠の鏡山親方（当時・元横綱柏戸）が体調不良で欠席したため、伊勢ノ海親方（当時・元関脇藤ノ川）が会見に同席し、断髪式の止め鋏も入れた。
- 歴史小説、主に幕末モノに目がなく、司馬遼太郎の作品を愛読していた。さらに、巡業先では何をおいても、旧跡に足を運んでいたという。
- ハードロック・ヘヴィメタルマニアとしても知られ、現役時代は『BURRN!』誌にコラム『ギターを抱いた相撲取り』を連載。現役時代に大相撲のロンドン公演がロイヤル・アルバート・ホールで開かれ、憧れのディープ・パープルと同じ舞台に立てたことが印象に残っているという[7]。

## 主な戦績
- 生涯成績：551勝547敗77休 勝率.502
- 幕内成績：213勝248敗49休 勝率.462
- 現役在位：107場所
- 幕内在位：34場所
- 金星：3個（千代の富士1個、双羽黒1個、北勝海1個）
- 各段優勝
  - 幕下優勝：1回（1985年11月場所）

### 場所別成績
| | 一月場所 初場所（東京）  | 三月場所 春場所（大阪） | 五月場所 夏場所（東京） | 七月場所 名古屋場所（愛知） | 九月場所 秋場所（東京） | 十一月場所 九州場所（福岡） |
| --- | ------------------------ | ----------------------- | ----------------------- | --------------------------- | ----------------------- | --------------------------- |
| 1978年 （昭和53年） | x                        | （前相撲）              | 東序ノ口9枚目 3–4       | 西序二段109枚目 5–2         | 東序二段66枚目 2–5      | 西序二段85枚目 2–5          |
| 1979年 （昭和54年） | 西序二段94枚目 3–4       | 東序二段92枚目 5–2      | 西序二段56枚目 4–3      | 東序二段40枚目 2–5          | 西序二段63枚目 4–3      | 西序二段44枚目 4–3          |
| 1980年 （昭和55年） | 東序二段22枚目 6–1       | 西三段目58枚目 0–1–6    | 西序二段14枚目 4–3      | 東三段目88枚目 3–4          | 西序二段12枚目 3–4      | 西序二段25枚目 3–4          |
| 1981年 （昭和56年） | 西序二段39枚目 6–1       | 東三段目71枚目 6–1      | 西三段目20枚目 3–4      | 西三段目28枚目 3–4          | 東三段目39枚目 4–3      | 東三段目26枚目 3–4          |
| 1982年 （昭和57年） | 西三段目36枚目 4–3       | 西三段目23枚目 5–2      | 西幕下58枚目 3–4        | 西三段目17枚目 3–4          | 西三段目35枚目 5–2      | 西三段目4枚目 5–2           |
| 1983年 （昭和58年） | 東幕下42枚目 4–3         | 東幕下36枚目 5–2        | 西幕下18枚目 2–5        | 東幕下34枚目 3–4            | 西幕下44枚目 3–4        | 西幕下56枚目 5–2            |
| 1984年 （昭和59年） | 西幕下33枚目 5–2         | 西幕下18枚目 2–5        | 西幕下39枚目 休場 0–0–7 | 西三段目19枚目 6–1          | 西幕下44枚目 5–2        | 東幕下27枚目 6–1            |
| 1985年 （昭和60年） | 西幕下9枚目 2–5          | 西幕下25枚目 4–3        | 西幕下17枚目 4–3        | 東幕下12枚目 4–3            | 東幕下7枚目 3–4         | 東幕下15枚目 優勝 7–0       |
| 1986年 （昭和61年） | 東十両10枚目 9–6         | 西十両3枚目 9–6         | 西十両筆頭 8–7          | 西前頭13枚目 6–9            | 東十両2枚目 9–6         | 東前頭12枚目 9–6            |
| 1987年 （昭和62年） | 西前頭6枚目 8–7          | 東前頭2枚目 4–11 ★      | 西前頭8枚目 8–7         | 東前頭2枚目 4–11 ★          | 西前頭9枚目 8–7         | 西前頭3枚目 7–8             |
| 1988年 （昭和63年） | 東前頭4枚目 4–11         | 東前頭9枚目 8–7         | 西前頭4枚目 5–9–1       | 東前頭9枚目 休場 0–0–15     | 東前頭9枚目 7–8         | 東前頭11枚目 7–8            |
| 1989年 （平成元年） | 西前頭11枚目 休場 0–0–15 | 東十両10枚目 9–6        | 西十両3枚目 8–7         | 東十両筆頭 5–10             | 東十両5枚目 9–6         | 東十両筆頭 8–7              |
| 1990年 （平成2年） | 東前頭13枚目 9–6         | 西前頭8枚目 6–9         | 東前頭11枚目 9–6        | 東前頭5枚目 7–8             | 東前頭6枚目 6–9         | 東前頭10枚目 9–6            |
| 1991年 （平成3年） | 西前頭4枚目 5–10         | 東前頭11枚目 8–7        | 東前頭9枚目 8–7         | 東前頭5枚目 7–8 ★           | 東前頭6枚目 8–7         | 西前頭3枚目 7–8             |
| 1992年 （平成4年） | 西前頭4枚目 7–8          | 東前頭5枚目 7–8         | 西前頭6枚目 5–2–8       | 西前頭10枚目 8–7            | 東前頭5枚目 4–11        | 西前頭12枚目 8–7            |
| 1993年 （平成5年） | 西前頭11枚目 0–5–10      | 東十両6枚目 休場 0–0–15 | 東十両6枚目 7–8         | 西十両8枚目 10–5            | 西十両4枚目 5–10        | 東十両10枚目 6–9            |
| 1994年 （平成6年） | 東十両13枚目 8–7         | 西十両7枚目 8–7         | 西十両6枚目 7–8         | 東十両9枚目 8–7             | 西十両6枚目 6–9         | 西十両10枚目 9–6            |
| 1995年 （平成7年） | 西十両7枚目 4–11         | 西幕下2枚目 4–3         | 西幕下筆頭 3–4          | 東幕下5枚目 3–4             | 東幕下10枚目 3–4        | 西幕下14枚目 引退 –         |
| 各欄の数字は、「勝ち-負け-休場」を示す。 優勝 引退 休場 十両 幕下 三賞：敢=敢闘賞、殊=殊勲賞、技=技能賞 その他：★=金星 番付階級：幕内 - 十両 - 幕下 - 三段目 - 序二段 - 序ノ口 幕内序列：横綱 - 大関 - 関脇 - 小結 - 前頭（「#数字」は各位内の序列） |                          |                         |                         |                             |                         |                             |

## 幕内対戦成績
| 力士名             | 勝数 | 負数 | 力士名   | 勝数 | 負数 | 力士名     | 勝数 | 負数 | 力士名         | 勝数 | 負数 |
| ------------------ | ---- | ---- | -------- | ---- | ---- | ---------- | ---- | ---- | -------------- | ---- | ---- |
| 安芸乃島(安芸ノ島) | 1    | 4    | 曙       | 1    | 1    | 朝潮       | 0    | 2    | 旭里           | 0    | 1    |
| 旭富士             | 1(1) | 2    | 板井     | 5    | 5    | 恵那櫻     | 5    | 3    | 巨砲           | 11   | 6    |
| 大錦               | 0    | 3    | 大乃国   | 0    | 3    | 大若松     | 2    | 0    | 小城ノ花       | 3    | 3    |
| 魁輝               | 1    | 1    | 春日富士 | 4    | 10   | 北勝鬨     | 2    | 1    | 旭豪山         | 2    | 1    |
| 旭道山             | 4    | 2    | 鬼雷砲   | 3    | 2    | 霧島       | 3    | 11   | 麒麟児         | 4    | 3    |
| 久島海             | 4    | 2    | 蔵間     | 0    | 2    | 高望山     | 3    | 5    | 港龍           | 2    | 0    |
| 琴稲妻             | 3    | 4    | 琴ヶ梅   | 3    | 7    | 琴椿       | 3    | 4    | 琴錦           | 2    | 5    |
| 琴ノ若(琴の若)     | 4    | 4    | 琴富士   | 8    | 4    | 琴別府     | 1    | 0    | 小錦           | 0    | 4    |
| 佐賀昇             | 1    | 0    | 逆鉾     | 5    | 5    | 佐田の海   | 5    | 2    | 薩洲洋         | 6    | 4    |
| 陣岳               | 10   | 5    | 太寿山   | 5    | 7    | 大翔鳳     | 3    | 1    | 大翔山         | 3    | 4    |
| 大善               | 0    | 3(1) | 大徹     | 6    | 4    | 貴闘力     | 1    | 4    | 貴ノ浪         | 2    | 0    |
| 貴乃花(貴花田)     | 3    | 3    | 孝乃富士 | 7    | 6    | 隆三杉     | 9    | 7    | 立洸           | 2    | 0    |
| 玉海力             | 1    | 0    | 玉龍     | 2    | 0    | 千代の富士 | 1    | 3    | 寺尾           | 2    | 5    |
| 出羽の花           | 3    | 1    | 闘竜     | 1    | 3    | 時津洋     | 2    | 2    | 栃司           | 1    | 5    |
| 栃剣               | 1    | 3    | 栃乃和歌 | 2    | 5    | 巴富士     | 2    | 1    | 豊ノ海         | 4    | 5    |
| 浪之花(浪ノ花)     | 1    | 0    | 南海龍   | 1    | 0    | 花乃湖     | 1    | 4(1) | 花ノ国         | 4    | 4    |
| 藤ノ川             | 1    | 0    | 富士乃真 | 5    | 2    | 双羽黒     | 1    | 1    | 北天佑         | 0    | 2    |
| 北勝海             | 1    | 6    | 舞の海   | 1    | 2    | 前乃臻     | 2    | 3    | 益荒雄         | 0    | 3    |
| 三杉里             | 4    | 5(1) | 水戸泉   | 3    | 4    | 龍興山     | 1    | 0    | 両国           | 1    | 4    |
| 若嶋津             | 1    | 1    | 若翔洋   | 2    | 0    | 若瀬川     | 1    | 6    | 若乃花(若花田) | 4(1) | 1    |
| 和歌乃山           | 0    | 2    |          |      |      |            |      |      |                |      |      |

## 改名歴
- 山田 利郎（やまだ としろう）1978年3月場所
- 山田錦 利郎（やまだにしき -）1978年5月場所-1984年9月場所
- 起利錦 利郎（きりにしき -）1984年11月場所-1995年11月場所

## 年寄変遷
- 立川 利郎（たてかわ としろう）1995年11月-2010年11月
- 浅香山 利郎（あさかやま としろう）2010年11月-2011年7月
- 雷 利郎（いかずち としろう）2011年7月-2012年2月
- 勝ノ浦 利郎（かつのうら としろう）2012年2月-